# Voice (EP)
Voice (estilizado como VOICE) es el primer EP japonés de Taeyeon. Fue lanzado digitalmente el 13 de mayo de 2019 por SM Entertainment Japan, y físicamente el 5 de junio por la sub-agencia.

## Lanzamiento
El 12 de abril de 2019, se anunció que Taeyeon lanzaría su primer EP japonés en junio. El álbum incluye la pista principal "Voice" para un total de seis pistas. Fue lanzado en tres ediciones: Primera edición limitada A (Live Edition / CD + DVD); Primera edición limitada B (Visual Edition / CD + DVD / Photobook); y el CD Normal.
Voice se lanzó digitalmente el 13 de mayo de 2019.

## Rendimiento comercial
Voice debutó y alcanzó el puesto número 6 en la lista Oricon Albums Chart de Oricon con 1,134 vendidos. También debutó en el número 30 en la lista Hot Albums de Billboard Japan y alcanzó el puesto 6 en su segunda semana. También debutó y alcanzó su punto máximo en el número 7 de Billboard Japan Top Download Albums y en el número 4 en Top Albums Sales con 19,330 copias estimadas vendidas en todo el país.
El EP debutó en el número 2 en el Daily Albums Chart de Oricon con 14,692 copias físicas vendidas. El álbum debutó en el número 6 en Oricon Albums Chart con 17,174 copias físicas vendidas en su primera semana.
El EP debutó en el número 11 en Billboard en la lista World Albums la semana que terminó el 25 de mayo de 2019.

## Lista de canciones
Los créditos están adaptados de Naver.
| Voice |                   |                          |        |          |          |  |
| N.º   | Título            | Letras                   | Música | Arreglos | Duración |  |
| 1.    | «Voice»           | STY (Digz Inc.)          |        |          | 3:11     |  |
| 2.    | «I Found You»     | Junji Ishiwatari         |        |          | 3:51     |  |
| 3.    | «Horizon»         | Junji Ishiwatari         |        |          | 3:39     |  |
| 4.    | «Vanilla»         | Sara Sakurai (T's Music) |        |          | 3:04     |  |
| 5.    | «Turnt and Burnt» | STY (Digz Inc.)          |        |          | 3:34     |  |
| 6.    | «Signal»          | STY (Digz Inc.)          |        |          | 4:14     |  |
| 22:10 |                   |                          |        |          |          |  |

| CD+DVD – Limited Live Edition / Type A |                                           |          |  |
| N.º                                    | Título                                    | Duración |  |
| 1.                                     | «「TAEYEON -JAPAN SHOW CASE TOUR 2018–」» |          |  |

| CD+DVD – Limited Edition / Type B |                                            |          |  |
| N.º                               | Título                                     | Duración |  |
| 1.                                | «「Voice」» (Music Video & Visual Makings) |          |  |

## Listas
| Listas                             | Posiciones |
| ---------------------------------- | ---------- |
| Japanese Albums (Oricon)           | 6          |
| Japan Hot Albums (Billboard Japan) | 6          |
| US World Albums (Billboard)        | 11         |

## Historial de lanzamiento
| Región | Fecha              | Formato                     | Discográfica                       |
| ------ | ------------------ | --------------------------- | ---------------------------------- |
| Mundo  | 13 de mayo de 2019 | Descarga digital, streaming | SM Entertainment Japan             |
| Japón  | 5 de junio de 2019 | CD, CD+DVD                  | Universal Music Japan, EMI Records |